# Esther Sittler
Pour les articles homonymes, voir Sittler.
Esther Sittler est une femme politique française, née le 9 mai 1952.

## Biographie
Secrétaire administrative de profession, elle est maire de Herbsheim depuis 1983 et présidente de la communauté de communes de Benfeld et environs de 2001 à 2008.
Elle est élue sénatrice du Bas-Rhin le 26 septembre 2004, mais l'ensemble du scrutin à l'échelle du département est invalidé, pour des raisons de procédure, par le Conseil constitutionnel le 26 novembre 2004. Elle est réélue le 20 février 2005.
Non réélue en 2014, elle redevient sénatrice le 24 juin 2019, à la suite de l'élection de Fabienne Keller au Parlement européen.

## Décoration
- Chevalier de la Légion d'honneur (2025)[1].